# جون جي. براون
جون جي. براون هو سياسي كندي، ولد في 8 مايو 1900 في Paisley, Ontario ‏ في كندا، وتوفي في 11 نوفمبر 1958 في بلدية واترلو الإقليمية في كندا. نشط حزبياً في الحزب الليبرالي في أونتاريو ‏. وقد انتخب عضو برلمان مقاطعة أونتاريو.